# Meczet w Gdańsku

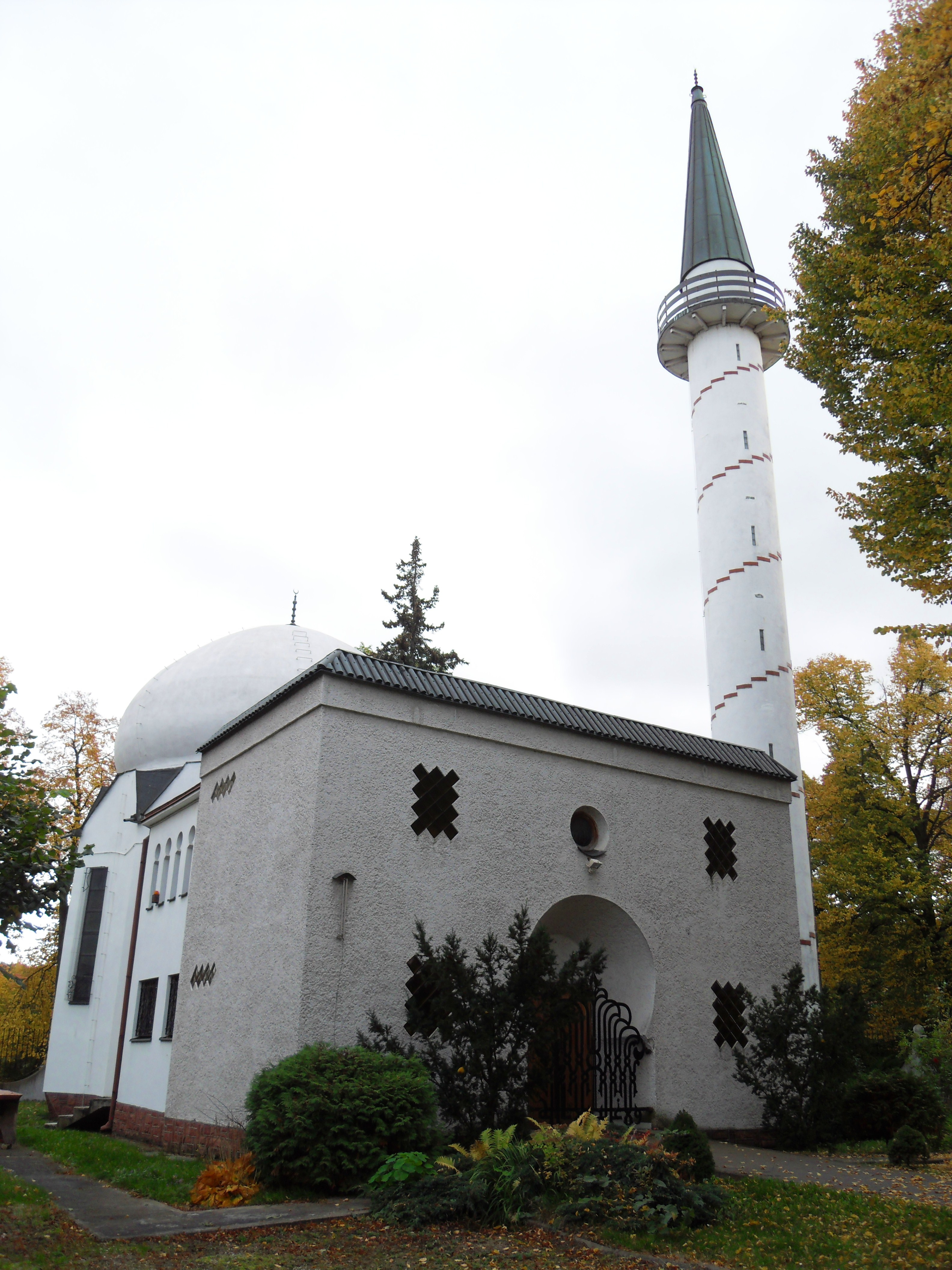
Meczet w Gdańsku

Meczet im. Dżamaluddina Al-Afganieniego w Gdańsku – jest obecnie jednym z czterech czynnych meczetów w Polsce, posiadającym minaret oraz jedynym na terenie Gdańska. Działa on w ramach Muzułmańskiej Gminy Wyznaniowej w Gdańsku, która jest jedną z ośmiu gmin w kraju. Meczet znajduje się w dzielnicy VII Dwór przy ulicy Abrahama 17a.

## Historia
Świątynia powstała dzięki ofiarności społeczności muzułmańskiej Trójmiasta, dotacjom państw islamu i zbiórkom wśród studentów z krajów arabskich, licznie przybywających w latach osiemdziesiątych XX wieku do Gdańska.
Akt erekcyjny pod budowę wmurowano w 1984 roku. Samą budowę świątyni ukończono w 1990 roku. Prace trwały sześć lat, a w efekcie powstał trzeci meczet w kraju, a zarazem pierwszy murowany. Nosi on imię poety i filozofa, twórcy panislamizmu - Dżamala ad-Dina Al-afganiego.
Modlitwy odprawia się pięć razy dziennie: przed wschodem słońca, w południe, po południu, po zachodzie słońca i wieczorem. Obowiązek modlitwy dotyczy wyznawców od dziesiątego roku życia. Obiekt jest udostępniony do zwiedzania wyłącznie w dniach otwartych, a wstęp jest dozwolony pod okiem opiekuna. Od wszystkich zwiedzających wymaga się zdjęcia butów przed wejściem do sali modlitwy, a od kobiet dodatkowo skromnego stroju, ale bez konieczności zasłaniania włosów.
Po zamachach z 11 września 2001 roku w USA meczet gdański stał się celem ataków (obrzucanie kamieniami, wybijanie szyb) nieznanych sprawców. Jeden z ostatnich tego typu aktów wandalizmu miał miejsce w październiku 2013 roku (podpalenie), wcześniej w lipcu 2012 roku. Ataki na meczet zaczęły nasilać się od końca 2014 r., kiedy doszło do próby jego podpalenia. W następnych latach świątynia systematycznie padała łupem wandali malujących na niej obraźliwe i wulgarne napisy.